# هوستیرادکی-رشوو
هوستیرادکی-رشوو (به چکی: Hostěrádky-Rešov) یک منطقهٔ مسکونی در جمهوری چک است که در ناحیه ویشکوو واقع شده‌است. هوستیرادکی-رشوو ۴٫۶۷ کیلومتر مربع مساحت و ۸۱۱ نفر جمعیت دارد و ۲۰۶ متر بالاتر از سطح دریا واقع شده‌است.